# Lophocampa andensis
Lophocampa andensis là một loài bướm đêm thuộc phân họ Arctiinae, họ Erebidae.